# Violet Turner
Dra. Violet Wilder (solteira Turner) é um personagem fictício de Private Practice, spin-off de Grey's Anatomy. É interpretada por Amy Brenneman.

## Biografia
Violet trabalha no Oceanside Wellness Group como um psiquiatra. É a melhor amiga de seu colega, o Dr. Cooper Freedman. Apesar de que seus pacientes dizem que a felicidade pode ser encontrada através da concentração, ela não consegue encontrar a felicidade em sua vida, e às vezes faz perguntas sobre a utilidade da sua profissão. Seu último namorado, Allan Davis, casou-se apenas quatro meses depois de sair com uma mulher muito mais jovem, e ela ainda está destruída pela ruptura.